# Pöchlarn
Pöchlarn je město v Rakousku ve spolkové zemi Dolní Rakousy v okrese Melk. Žije zde přibližně 3 900 obyvatel.

## Geografie

### Geografická poloha
Pöchlarn se nachází ve spolkové zemi Dolní Rakousy v regionu Mostviertel. Rozloha území obce činí 17,9 km², z nichž 16,5 % je zalesněných.

### Části obce
Území města Pöchlarn se skládá z pěti částí (v závorce uveden počet obyvatel k 1. 1. 2018):
- Ornding (339)
- Pöchlarn (3 515)
- Rampersdorf (32)
- Röhrapoint (26)
- Wörth (0)

### Sousední obce
- na severu: Klein-Pöchlarn
- na východě: Zelking-Matzleinsdorf
- na jihu: Bergland, Erlauf, Golling an der Erlauf
- na západě: Krummnußbaum

## Politika

### Obecní zastupitelstvo
Obecní zastupitelstvo se skládá z 23 členů. Od komunálních voleb v roce 2015 zastávají následující strany tyto mandáty:
- 12 ÖVP
- 6 FPÖ
- 3 SPÖ
- 1 INPÖ
- 1 GRÜNE

### Starosta
Nynějším starostou města Pöchlarn je Franz Heisler ze strany ÖVP.